# Chris Timms
Christopher Ian (Chris) Timms  (Christchurch, 24 maart 1947 — Firth of Thames, 19 maart 2004) was een Nieuw-Zeelands zeiler.
Timms won samen met Rex Sellers tijdens de Olympische Zomerspelen 1984 de gouden medaille in de Tornado. Vier jaar later eindigde Timms tijdens de Olympische Zomerspelen 1988 als tweede achter de Fransen.
In 2004 kwam Timms om bij een vliegtuigongeluk met een klein vliegtuigje in het Noorden van het Noordereiland.

## Olympische Zomerspelen
| Jaar | Plaats      | Resultaten |
| ---- | ----------- | ---------- |
| 1984 | Los Angeles | tornado    |
| 1988 | Seoel       | tornado    |